# Elasmus richteri
Elasmus richteri är en stekelart som beskrevs av Girault 1922. Elasmus richteri ingår i släktet Elasmus och familjen finglanssteklar. Inga underarter finns listade i Catalogue of Life.